# Totale Impro
Total Impro è stato un programma televisivo francese di genere commedia, prodotto da Benjamin Castaldi per B3com, in onda su M6 dal 26 novembre 2005 al 25 febbraio 2006.
Il programma è stato basato sul format tedesco Schillerstraße trasmesso su Sat.1, e ha avuto anche una versione italiana, intitolata Buona la prima!.

## Format
Gli attori in scena non hanno copione, conoscono il punto di partenza della storia, ma ne devono improvvisare il seguito. A determinare il corso della trama vi è un suggeritore che comunica con gli attori in scena tramite auricolari. Solo il personaggio interessato e gli spettatori a casa sentono il suggerimento, mentre il pubblico in sala lo può leggere su un maxischermo; gli altri attori devono invece essere bravi ad assecondare chi ha ricevuto il suggerimento, creando continuamente nuove gag comiche.

## Personaggi e interpreti
- Catherine Benguigui : supervisore dell'appartamento
- Alain Bouzigues : Amico di Noémie
- Edith Cochrane : Amica di Noémie
- Noémie De Lattre : Avvocato e sorella di Sören
- Arnaud Gidoin : Amico di Sören
- Tatiana Goussef : Amica di Noémie
- Sören Prévost : Fratello di Noémie